# Naos (architektura)

Naos (vyznačen šedě)

Naos tvoří v antickém chrámu jeho vnitřní prostor, bez ohledu na to, zda se jedná o chrám jednolodní nebo vícelodní .

## Naos v Antice
V současné době se termín naos používá ve chrámu peripteros (Ringhallentempel) pro prostor uvnitř chrámových zdí. Zahrnuje v sobě cellu jako hlavní místnost, ale také vstupní vestibul, nazývaný pronaos, opisthodomos (zadní síň) a adyton, místnost vyhrazenou pro kněze. Podle staroegyptské mytologie naos představoval „vnitřek nebe“, to jest místo, kde sídlili bohové.
Zadní část naosu tvořila v dórských chrámech obvykle zadní síň,( opistodom), která symetricky odpovídala pronaosu, ale neměla vstup do celly. V chrámech iónského řádu se opistodom objevuje jen v některých chrámech pozdního klasického a helénistického období (poprvé doložený athéniným chrámem v Priéné). Nevyvinul se z nějaké nutnosti, ale z estetického důvodu, aby totiž pohled na zadní stranu chrámu symetricky odpovídal vzhledu jeho přední fronty, kde se nachází pronaos.
Ve chrámech Velkého Řecka („Magna Graecia") na Sicílii a v jižní Itálii je často kněžím vyhrazena další místnost, adyton, a to již v antice i v raných klasických obdobích. Opistodom byl v těchto oblastech převzat později, pravděpodobně teprve v raném klasickém období.

## Naos v pravoslavných chrámech
Ve chrámech pravoslavné církve tvoří naos společný prostor mezi vestibulem (pronaos) a oltářem. Ve chrámech s křížovou klenbou se stává centrem kostela.

## Významy v moderní řečtině
V moderní řečtině má slovo naós (ναός) několik významů:
- Křesťanský kostel (hlavní význam)
- Společenský prostor chrámu
- Místo pro nábožensou praxi a pro bohoslužby v jiných náboženstvích, tedy v synagoze, mešitě, pagodě atd.
- Starověký chrám